# ویلیام روبروک

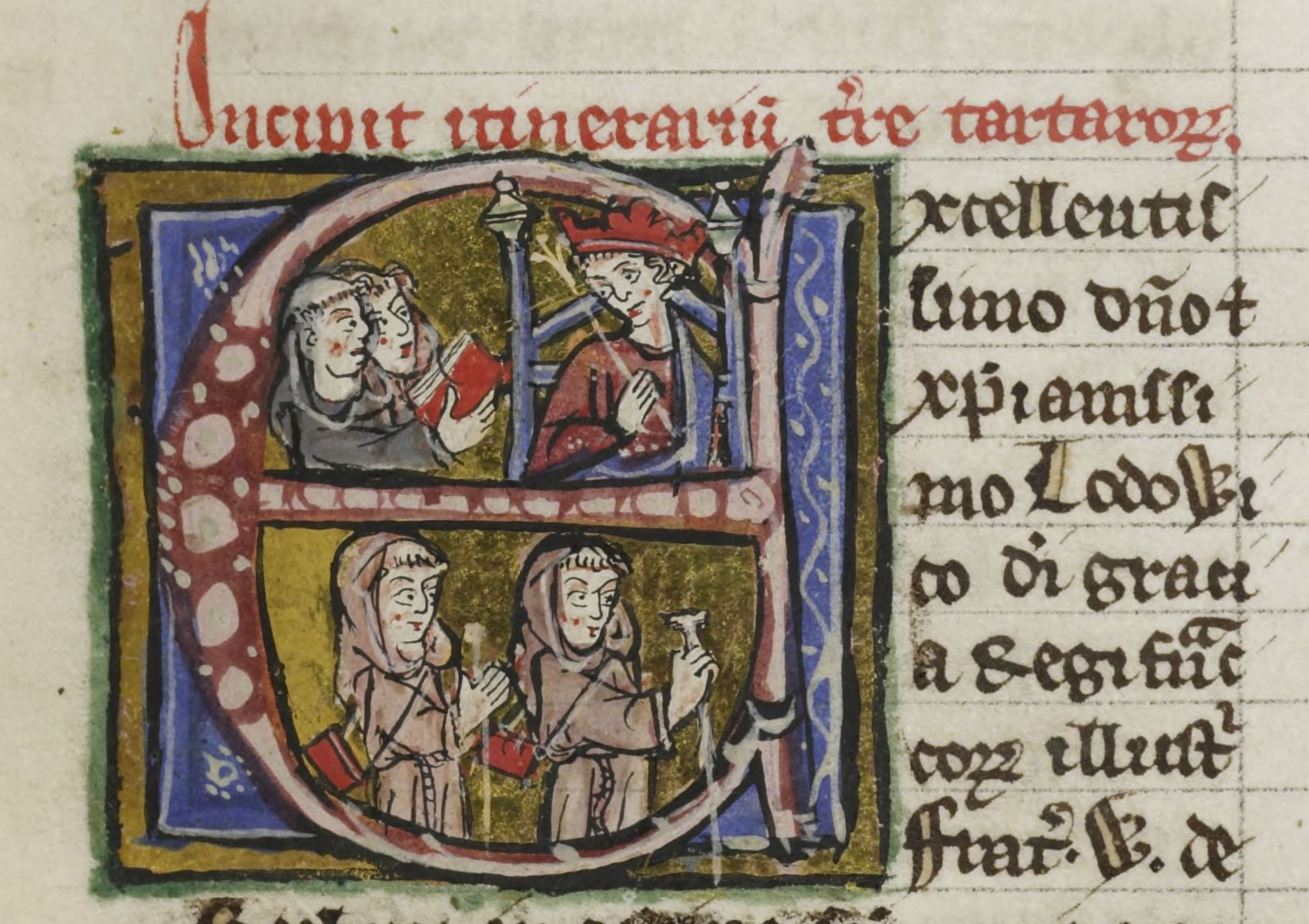
یک دست‌نوشته از قرن چهاردهم در اختیار کالج کورپوس کریستی، کمبریج. در نیمه بالای تصویر، سفرنامه به لویی نهم ارائه می‌شود. در پایین ویلیام روبروک با یکی از همراهان خود در راه است.

ویلیام روبروک (یا به هلندی «ویلم فان روبروک) یک مبلغ فلاندری از فرقه فرانسیسکن بود. او اهل شهر روبروک نزدیک کاسل در فلاندر فرانسه بود. او از سال ۱۲۵۳ تا ۱۲۵۵ به امپراتوری مغول سفر کرد. تاریخ‌نگاران معاصر گزارش آن سفر را که به زبان لاتین نوشته شده، از نظر کیفیت و اعتبار، برتر از همه گزارش‌های اروپایی دیگر دربارهٔ امپراتوری آن دوره می‌دانند.

## شخص ویلم ون روبروک
به ندرت حقایقی در مورد شخص ویلم ون روبروک شناخته شده‌است. هم سال تولد و هم سال وفات او مشخص نیست. برای زمان تولد او در ادبیات بین ۱۲۱۵–۱۲۳۰ فرضی وجود دارد. تعدادی از جملات در سفرنامه او نشان از آشنایی خاصی با منطقه ایل دوفرانس دارد. در نوشته‌هایش، او پهنای رودخانه‌هایی مانند ولگا و دون را با رودخانه سن در پاریس مقایسه می‌کند. او وسعت پایتخت امپراتوری مغول و قره‌قروم را نیز با سنت دنیس می‌سنجد.
از گزارش سفر می‌توان دریافت که او در اواخر سال ۱۲۴۸ در قبرس در همراهی پادشاه فرانسه لویی نهم بوده‌است. در دسامبر همان سال، دو فرستاده ایلدگیز، فرمانده مغول در ایران، به آنجا رسیدند. آن رویداد دلیل فوری سفر آندره دو لونگیومو به دربار مغولستان بود. نظری در اثری از یکی دیگر از فرانسیسکن‌ها، جاکومو دیزئو، روشن می‌کند که روبروک احتمالاً پیش از ورود پادشاه فرانسه در قبرس حضور داشته‌است. روبروک در آن متن به عنوان یک سخنران در صومعه فرانسیسکن در نیکوزیا توصیف شده‌است. او احتمالاً به یکی از استان‌های اروپایی فرانسیسکن‌ها تعلق نداشت، بلکه متعلق به سرزمین مقدس بود که قبرس بخشی از آن بود.
پس از آن روبروک باید در جنگ صلیبی هفتم ، که در مصر اتفاق افتاد، همراه پادشاه رفته باشد. او در سفرنامه گزارش می‌دهد که در دمیاط حضور داشته‌است. پس از زندانی شدن و آزادی لویی نهم، روبروک به دنبال او به فلسطین رفت. از آنجا به قره‌قروم سفر کرد. پس از بازگشت، ابتدا به قبرس بازگشت و سپس از طریق انطاکیه و طرابلس به عکا رفت.
چند سال بعد، راجر بیکن دوباره روبروک را در جایی در فرانسه ملاقات کرد. بیکن با او گفتگو کرد، بخش‌هایی از سفرنامه را کپی کرد و آن را در بخش جغرافیایی Opus Majus خود گنجاند. بهترین فرض ممکن برای زمان آن رویارویی ۱۲۵۷ یا ۱۲۵۸ است. پس از آن، روبروک به‌طور کامل از تصویر محو می‌شود.

## تفاوت با سفرهای قبلی به امپراتوری مغولستان
سفرهای قبلی توسط جیوانی د پیان دل کارپین (۱۲۴۵–۱۲۴۷) و آندره لونژومویی (۱۲۴۹–۱۲۵۱) به امپراتوری مغول انجام شده بود. سفر روبروک اساساً از یک جنبه مهم متفاوت است. دو سفر اول به ترتیب به سفارش پاپ اینوسنت چهارم و لویی نهم انجام شده بود. آن سفرها بیشتر جنبه دیپلماتیک داشت. مشخص نیست که سفر روبروک تا چه اندازه نتیجه دستور مستقیم لویی نهم بوده‌است. پادشاه هزینه‌های سفر را تأمین کرد و هم او و هم همسرش مارگارت پروونس هدایایی اهدا کردند.
با این حال، ویلیام روبروک در درجه اول خود را یک مبلغ می‌دانست. در سفرنامه لونژومویی به شرایط بدی اشاره شده‌است که در آن تعدادی از آلمانی‌های اسیر در تراز به بردگی گرفته شده بودند. کمک به این افراد و همچنین موعظه در میان مغولان انگیزه اصلی او برای انجام این سفر بود. روبروک در تماس‌های خود با مغول‌ها همیشه منکر این بود که او فرستاده پادشاه بوده‌است، اما بر شخصیت مبلغ مذهبی خود تأکید می‌کرد.
پایبندی به آرمان فرانسیس آسیزی نیز در این واقعیت نمود می‌یابد که ویلم فان روبروک در طول سفر به عادت کلیسایی جامه به تن داشت، مسافت زیادی را پیاده‌روی کرد و بیشتر با پای برهنه رفت. کفش‌ها فقط زمانی پوشیده می‌شدند که سرمای شدید آن را ضروری می‌کرد. روبروک نامه ای از لویی نهم به سرتاق پسر باتوخان با خود داشت که باور بر این بود در فلسطین مسیحی شده‌است. محتوای آن نامه به‌طور کامل مشخص نیست، اما احتمالاً چیزی بیش از معرفی‌نامه ای برای روبروک نبوده‌است که از وی خواسته شده بود مدتی در آنجا بماند و موعظه کند. علاوه بر این، این نامه حاوی تبریکی از سوی لویی نهم به سرتاق به دلیل گرویدن وی به مسیحیت بود. سوء تفاهم در مورد این قسمت از نامه و ترجمه نادرست، بعدها باعث ایجاد مشکلات و سردرگمی در مورد ماهیت تبلیغی سفر در طول سفر شد.

## سفر

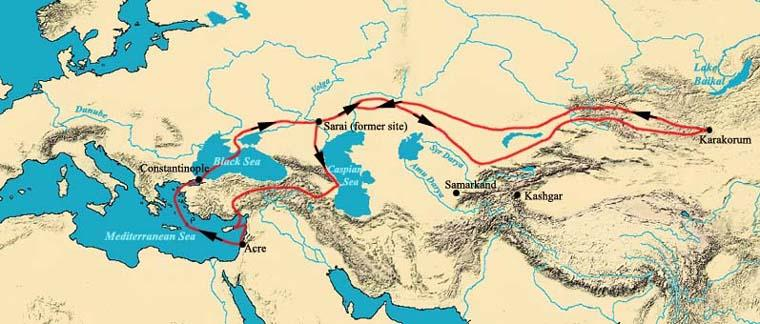
مسیر سفر ویلیام روبروک (۱۲۵۳–۵۵)

ویلیام روبروک باید تا اواسط مارس ۱۲۵۳ فلسطین را ترک کرده باشد. ماه بعد او در قسطنطنیه بود و در ۱۳ آوریل در ایا صوفیه مراسمی برگزار کرد. در این شهر با بارتولومی کرمونا نیز ملاقات کرد که تا قره‌قروم او را همراهی کرد. افزون بر این، یک منشی، به نام گوسِت، مترجمی به نام هومو دئی، و همچنین پسری به نام نیکولاس، که روبروک او را در قسطنطنیه خریده بود، بخشی از گروه بودند. در ۲۱ مه او وارد سوداک در کریمه شد. در اواخر تیرماه به اردوگاه سرتاق رسید. آنها در ابتدا به عنوان مقدسین پذیرفته شدند. پس از ارائه نامه و ترجمه ظاهراً نادرست بخشی از آن، سرتاق این‌گونه پنداشت که این نامه، درخواست کمک از مغول‌ها در مبارزه با مسلمانان است؛ بنابراین او این گروه را به پدرش باتوخان فرستاد. ویلیام روبروک در گزارش خود نسبت به باورهای مسیحی سرتاق تردید جدی ابراز می‌کند.
روبروک در ۵ اوت به اردوگاه باتو در ولگا رسید. برای پنج هفته بعد او در امتداد ساحل شرقی ولگا همراه با نیروهای باتو حرکت کرد. در پایان سپتامبر، او از اورال عبور کرد و در ۲۷ دسامبر به اردوگاه خاقان منگوقاآن رسید، که در فاصله ۶ روز راه از قره‌قوروم برپا شده بود. در ۴ ژانویه ۱۲۵۴، روبروک در بارگاه منگوقاآن بارعام یافت. در این گفتگو، روبروک بار دیگر بر شخصیت خود به عنوان مبلغ مذهبی تأکید کرد و درخواست کرد که به او اجازه داده شود مدتی در اردوگاه بماند، با توجه به وضعیت بد سلامتی بارتولومی کرمونا. منگوقاآن موافقت کرد. با این حال، از آنجا که منگوقاآن متوجه سرشت مذهبی سفر این گروه شد توجه‌اش به این مسافران کاهش یافت و در نتیجه، ویلیام روبروک پس از این فقط دو بار با منگوقاآن ملاقات کرد.
ویلم فان روبروک در سفرنامه چندین بار از مترجم خود، هومو دئی، شکایت می‌کند. او اغلب مست بود و معمولاً حتی در حالت هوشیاری نمی‌توانست به اندازه کافی ترجمه کند. او در اواسط ماه مارس با یک زرگر فرانسوی ویلم بوشیه و پسر خوانده اش در اردوگاه ملاقات کرد. این پسر نشان داد که مایل است مترجم او شود و در این مقام از همو دئی برتری داشت. در ۲۹ مارس ۱۲۵۴، منگوقاآن اردوگاه را ترک کرد و به قره‌قروم رفت. روبروک در ۵ آوریل به آنجا رسید. او بلافاصله با درخواست تعدادی از الان‌ها، روس‌ها، ارمنی‌ها و گرجی‌های حاضر برای برگزاری مراسم عید پاک برای آن‌ها مواجه شد. این گروه‌ها به کلیساهای نسطوری در قره‌قوروم دسترسی نداشتند، با این وجود روبروک موفق شد راهب نسطوری را به همکاری متقاعد کند و با کمک بوشیه، آیین عزاداری برای آن گروه‌ها در کلیسایی از یک کلیسای نسطوری ترتیب داد.
در ماه‌های بعد، روبروک به‌طور متناوب در اردوگاه منگوقاآن و در قره‌قوروم ماند. در ۳۰ مه ۱۲۵۴، در حضور منگوقاآن، یک مناظره کلامی تاریخی بین روبروک با نسطوریان و بودایی‌ها و مسلمانان برگزار شد. در این گزارش، روبروک خود را برنده این مناظره اعلام کرده‌است، اما می‌افزاید که این امر به تغییر دین هیچ‌یک از افراد منجر نشد. روز بعد، روبروک آخرین دیدار را با منگوقاآن داشت و خان مغول برای او توضیح داد که جوهر ایمان مغولی چیست. او همچنین به روبروک گفت که زمان آن فرا رسیده که قلمرو مغول را ترک کند و نامه‌ای برای لویی نهم به او داد. در این نامه بار دیگر آمده بود که نامه ایلگدیز که در پایان سال ۱۲۴۸ در قبرس به دست پادشاه رسیده جعلی بوده‌است.
ویلیام روبروک یک بار دیگر به قره‌قوروم بازگشت و سفر بازگشت خود را در ۱۲ ژوئیه ۱۲۵۴ آغاز کرد. بارتولومی کرمونا احساس می‌کرد که نمی‌تواند سختی‌های سفر دیگری را تحمل کند و اجازه اقامت دائم در قره‌قوروم به او داده شد. در ۱۵ سپتامبر، روبروک به اردوگاه باتو خان بازگشت. اواخر شهریور وارد سرای شد. او در آنجا تا ۱ نوامبر اتراق کرد و سپس مسیر جنوبی‌تری را در پیش گرفت. در اواسط دی ماه ۱۲۵۵ وارد لرستان شد. سپس از طریق آناتولی به سمت غرب حرکت کرد و در ۱۲ مه ۱۲۵۵ از طریق سیواس، قیصریه و قونیه به شهر ساحلی کوریکوس رسید. در آنجا او با قایق به قبرس رفت و در ۱۶ ژوئن به آنجا رسید.
در آنجا شنید که لویی نهم در همین حین فلسطین را ترک کرده و در فرانسه است. در نیکوزیا با مقامات مذهبی که با او ابتدا به انطاکیه و سپس به جلسه دینی در طرابلس رفتند ملاقات کرد. این دیدار در اواسط ماه اوت برگزار شد. این تاریخ آخرین واقعیت ثبت شده از سفر او است.
احتمالاً. یلیام روبروک انتظار داشت که بتواند خودش در فرانسه به پادشاه گزارش دهد. روبروک در پایان نوشت که از طرف اسقف‌ها به او دستور داده شد که در صومعه در عکا به عنوان سخنران نقش ایفا کند. او باید گزارش خود را به صورت مکتوب به پادشاه ارائه می‌کرد؛ بنابراین گزارش نوشته شده توسط او به شکل نامه ای بسیار طولانی به لویی نهم است. تمام آنچه هنوز در مورد روبروک شناخته شده‌است مربوط به ملاقات با راجر بیکن در فرانسه احتمالاً در سال ۱۲۵۷ یا ۱۲۵۸ است.

## ارزش گزارش
خود مأموریت از نظر اهداف اعلام شده شکست خورده بود. روبروک نتوانست با زندانیان آلمانی ارتباط برقرار کند. یکی از دلایل این امر این بود که آن‌ها در طول سفر به سمت قلمرو مغول چندین صد کیلومتر به سمت شرق حرکت کرده بودند. او در گزارش خود تعداد کل افرادی را که توانست به مسیحیت بگرواند، شش نفر ذکر می‌کند و بسیار بعید است که این افراد مغول بوده باشند. با این حال، گزارش او از نظر کیفیت و قابلیت اطمینان نسبت به سایر گزارش‌های سفر به امپراتوری مغول آن زمان برتر است. همچنین در تعدادی از جنبه‌ها به‌طور قابل توجهی قابل اعتمادتر از گزارش بعدی مارکوپولو است. اگرچه او دین بودا را به رسمیت نمی‌شناخت، اما اولین کسی بود که آیین‌های بودایی و اعتقاد به تناسخ، و همچنین اهمیت تکرار مانترا «اوم مانیپادمه هوم» را بارها و بارها توصیف کرد.
توصیفات او از اعمال مذهبی کلیسای نسطوری شرق دقیق بود. مطالب موجود در گزارش مربوط به شمن‌های مغولی همچنان دارای ارزش تاریخی-قوم نگاری است. در واقع، این تنها توصیف شمنیسم مغولی قبل از گرویدن اکثر مغول‌ها به بودیسم مغولی- تبتی در قرن شانزدهم و هفدهم است. توصیف او از شهر قره‌قروم اولین توصیف در ادبیات اروپا بود. در این گزارش همچنین به صراحت آمده‌است که دریای خزر باید یک دریای داخلی باشد و این نیز برای اروپا تازگی داشت. اگرچه روبروک به چین سفر نکرد، اما اولین کسی بود که به صراحت اعلام کرد که چین باید همان سرزمین سرس دوران باستان باشد. توصیفات او از حروف نوشتاری چینی اولین مورد در اروپا است. نوشته‌های او کاملاً متفاوت از گزارش‌های قبل و بعد از خود، از جمله مارکوپولو است و در گزارش خود بیان می‌کند که هیچ اعتباری برای وجود موجوداتی مانند سگ‌سران و شغال‌سران قائل نیست.
او خان‌های مغول را تهدیدی بزرگ برای اروپا توصیف کرد، اما برخی از مهارت‌های مغول‌ها نیز او را تحت تأثیر قرار داد. او در گزارش خود به این نتیجه رسید که خان‌های مغول مسیحیت کاتولیک رومی را در وهله اول به عنوان پیوندی با قومیت تفسیر می‌کردند و بنابراین هرگونه گرویدن به مسیحیت را به منزله انکار هویت مغولی خود می‌دانستند.

## نسخه‌های گزارش

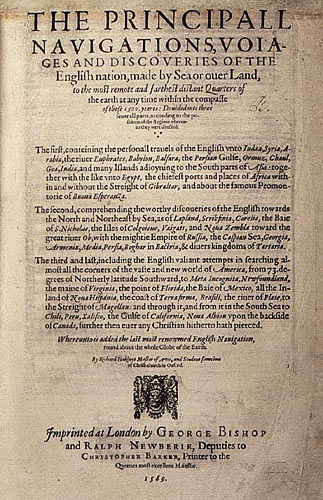
صفحه روی جلد پیمایش اصلی از سال ۱۵۹۸ که در آن ترجمه انگلیسی سفرنامه آمده‌است.

گزارش‌های پیشین، بسیار کمتر قابل اعتماد، از آندره لونژومویی و به‌ویژه جیوانی د پیان دل کارپین به پرفروش‌ترین‌ها در اروپا تبدیل شدند. با این حال، نسخه «گزارش سفر ویلمی د روبروک» کمتر شناخته شده بود. به غیر از قطعات موجود در Opus Majus اثر راجر بیکن (۱۲۶۷) هیچ نشانه ای وجود ندارد که کسی واقعاً گزارش او را خوانده باشد. این حساب این متن با انتشاری در سال ۱۵۹۸ توسط ریچارد هاکلوت از گمنامی کامل نجات یافت. این گزارش در یک ترجمه انگلیسی در پیمایش اصلی او گنجانده شد. اولین نسخه هلندی در سال ۱۷۰۷ ظاهر شد. با این حال، ارزش واقعی گزارش روبروک تا قرن نوزدهم به دلیل ترجمه ای که در سال ۱۸۳۹ توسط فرانسیسک میشل و توماس رایت تحت عنوان Voyage en Orient du Frère Guillaume de Rubruc انجام شد، شناسایی نشد. از آن زمان تعداد زیادی ترجمه دیگر از این اثر منتشر شده‌است. آخرین ترجمه هلندی از سال ۱۹۸۴ سفرنامه ویلم فان روبروک، مارکوپولوی فلاندری (۱۲۵۳–۱۲۵۵) نوشته یو دیولدر، آر اوستین و پی واندپیت است.
پنج نسخه دست‌نویس از این گزارش مربوط به قرن‌های سیزدهم، چهاردهم و پانزدهم باقی مانده‌است. سه مورد از آنها، از جمله قدیمی‌ترین نسخه، در کتابخانه کالج کورپوس کریستی، دانشگاه کمبریج هستند. چهارمی متعلق به کتابخانه بریتانیا و پنجمی متعلق به کتابخانه دانشگاه لیدن است.